# Nagylók
Nagylók è un comune dell'Ungheria di 1.137 abitanti (dati 2001). È situato nella contea di Fejér.